# Jahun
Jahun è una città della Repubblica Federale della Nigeria appartenente allo Stato di Jigawa. È capoluogo dell'omonima area a governo locale (local government area) che si estende su una superficie di 1.172 km² e conta una popolazione di 229.094 abitanti.